# Aeropuerto de Hollywood Burbank
El Aeropuerto de Hollywood Burbank antiguamente Aeropuerto Bob Hope (IATA: BUR, OACI: KBUR, FAA LID: BUR) es un aeropuerto público a 4.8 km (3 millas) al noroeste del centro de Burbank, en el Condado de Los Ángeles, California. El aeropuerto sirve el área norte del área metropolitana de Los Ángeles, incluyendo Glendale, Pasadena y el Valle de San Fernando. Está más cerca del parque Griffith y Hollywood que el Aeropuerto Internacional de Los Ángeles (LAX), y es el único aeropuerto en el área con conexión ferroviaria directa al centro de Los Ángeles. Los vuelos sin escalas en su mayoría sirven a ciudades en el oeste de Estados Unidos, mientras que JetBlue Airways tiene un vuelo nocturno a la ciudad de Nueva York.
Originalmente, el aeropuerto estaba ubicado completamente dentro de los límites de la ciudad de Burbank, pero el extremo norte de la Pista 15/33 se ha extendido desde entonces a la ciudad de Los Ángeles.
El aeropuerto es propiedad de la Autoridad del Aeropuerto de Burbank-Glendale-Pasadena y está controlado por los gobiernos de esas ciudades. La Autoridad del Aeropuerto contrata a TBI Airport Management, Inc. para operar el aeropuerto, que tiene su propio departamento de policía, la Policía de la Autoridad del Aeropuerto de Burbank-Glendale-Pasadena. El abordaje utiliza escalones de embarque portátiles o rampas en lugar de pasarelas de acceso a aeronaves.
Los registros de la Administración Federal de Aviación dicen que el aeropuerto tuvo 2,647,287 abordajes de pasajeros (embarque) en el Año natural 2008, 2,294,991 en 2009 y 2,239,804 en 2010. Está incluido en el Plan Nacional de Sistemas Aeroportuarios Integrados de la Administración Federal de Aviación (FAA) para 2017-2021, en el que se clasifica como una instalación de centro de conexiones mediano de servicio comercial primario.

## Instalaciones

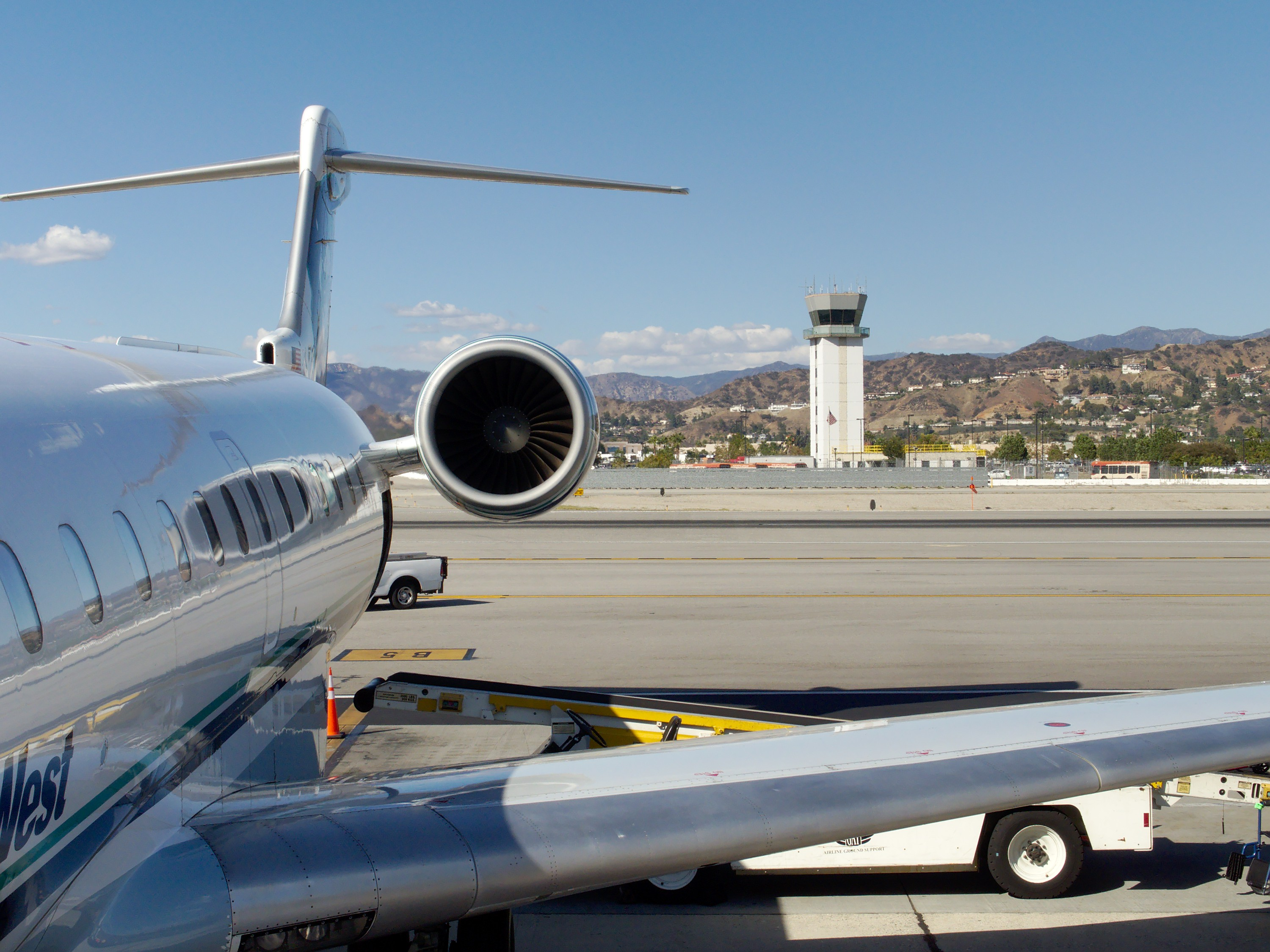
Vista de torre de control desde pasarela abierta, 2015

El Aeropuerto Hollywood Burbank cubre 248 ha (614 acres) en una elevación de 237 m (778 pies) sobre el nivel del mar. Tiene dos pistas de asfalto: 15/33 de 2,099 x 46 m (6,886 x 150 pies) y 8/26 de 1,768 x 46 m (5,802 x 150 pies).  Los aviones de pasajeros generalmente despegan en la pista 15 debido al viento del sur, y aterrizan contra el viento en la pista 8, ya que es la única pista con ILS y terreno despejado para la aproximación. Los vuelos desde el noreste a veces aterrizan visualmente en la Pista 15 para guardar distancia adicional para circular hacia la Pista 8. Cuando el viento viene del norte, los aviones a menudo se aproximan desde la izquierda a la Pista 33, con un giro a la izquierda cerca del aeropuerto.
En el año que terminó el 31 de octubre de 2016, el aeropuerto tuvo 131,465 operaciones, un promedio de 360 por día: 51% de aviación general, 33% de comerciales programados, 15% de taxis aéreos y <1% de militares. En noviembre de 2017, se instalaron 106 aviones en este aeropuerto: 50 aviones jet, 32 monomotores, 14 multimotores y 10 helicópteros.

## Terminales
El aeropuerto de Hollywood Burbank tiene dos terminales, "A" y "B", unidas como parte del mismo edificio. La Terminal A tiene nueve puertas numeradas de A1 a A9 y la Terminal B tiene cinco puertas numeradas de B1 a B5.

## Aerolíneas y destinos

### Pasajeros
| Aerolíneas         | Destinos |
| ------------------ | --- |
| Alaska Airlines    | Boise, Eugene (inicia el 26 de octubre de 2025), Portland (OR), Redmond/Bend (inicia el 26 de octubre de 2025), San Francisco, Santa Rosa, Seattle/Tacoma, Tri-Cities (WA) (inicia el 26 de octubre de 2025) |
| American Airlines  | Dallas/Fort Worth Estacional: Phoenix–Sky Harbor |
| American Eagle     | Phoenix–Sky Harbor |
| Avelo Airlines     | Eugene (finaliza el 1 de diciembre de 2025), Eureka (finaliza el 2 de diciembre de 2025), Medford (finaliza el 2 de diciembre de 2025), Redmond/Bend (finaliza el 1 de diciembre de 2025), Tri-Cities (WA) (finaliza el 2 de diciembre de 2025) Estacional: Glacier Park/Kalispell (finaliza el 30 de agosto de 2025) |
| Breeze Airways     | Eugene (inicia el 19 de marzo de 2026), Eureka (inicia el 12 de marzo de 2026), Provo (inicia el 11 de marzo de 2026), Redmond/Bend (inicia el 13 de marzo de 2026), Tri-Cities (WA) inicia el 18 de marzo de 2026)                                                                                                   |
| Delta Air Lines    | Atlanta, Salt Lake City |
| Delta Connection   | Salt Lake City |
| Frontier Airlines  | Denver |
| JetBlue Airways    | Estacional: Nueva York–JFK |
| JSX                | Concord (CA), Las Vegas, Oakland, Reno/Tahoe, Salt Lake City, Scottsdale Estacional: Denver–Centennial (inicia el 10 de septiembre de 2025), Denver–Rocky Mountain (finaliza el 9 de septiembre de 2025), Monterey, Napa, Taos                                                                                        |
| Southwest Airlines | Albuquerque, Austin, Boise, Chicago–Midway, Dallas–Love, Denver, Houston–Hobby, Kansas City, Las Vegas, Nashville, Oakland, Phoenix–Sky Harbor, Reno/Tahoe, Sacramento, Salt Lake City, San José (CA), San Luis Estacional: Portland (OR)                                                                             |
| Spirit Airlines    | Las Vegas |
| United Airlines    | Denver, San Francisco |
| United Express     | San Francisco |

### Carga
| Aerolíneas     | Destinos                                                                                                   |
| -------------- | --- |
| AirNet Express | Columbus–Rickenbacker                                                                                      |
| Ameriflight    | Los Ángeles, Bakersfield, Oakland, Ontario, Santa Bárbara, San Luis Obispo, Santa María Estacional: Oxnard |
| FedEx Express  | Lubbock, Memphis, Ontario, Portland (OR)                                                                   |
| UPS Airlines   | Chicago/Rockford, Louisville                                                                               |

### Destinos nacionales
Se brinda servicio a 38 ciudades dentro del país a cargo de 14 aerolíneas.
| Destinos nacionales del Aeropuerto de Burbank BUR ABQ ACV ATL AUS BOI MDW CCR DFW DAL DEN BJC APA EUG FCA HOU MCI LAS MFR MRY APC BNA JFK OAK PHX PDX PVU RDM RNO SMF SLC SFO SJC STL SCF STS SEA TSM PSC | Destinos nacionales del Aeropuerto de Burbank BUR ABQ ACV ATL AUS BOI MDW CCR DFW DAL DEN BJC APA EUG FCA HOU MCI LAS MFR MRY APC BNA JFK OAK PHX PDX PVU RDM RNO SMF SLC SFO SJC STL SCF STS SEA TSM PSC | Destinos nacionales del Aeropuerto de Burbank BUR ABQ ACV ATL AUS BOI MDW CCR DFW DAL DEN BJC APA EUG FCA HOU MCI LAS MFR MRY APC BNA JFK OAK PHX PDX PVU RDM RNO SMF SLC SFO SJC STL SCF STS SEA TSM PSC | Destinos nacionales del Aeropuerto de Burbank BUR ABQ ACV ATL AUS BOI MDW CCR DFW DAL DEN BJC APA EUG FCA HOU MCI LAS MFR MRY APC BNA JFK OAK PHX PDX PVU RDM RNO SMF SLC SFO SJC STL SCF STS SEA TSM PSC | Destinos nacionales del Aeropuerto de Burbank BUR ABQ ACV ATL AUS BOI MDW CCR DFW DAL DEN BJC APA EUG FCA HOU MCI LAS MFR MRY APC BNA JFK OAK PHX PDX PVU RDM RNO SMF SLC SFO SJC STL SCF STS SEA TSM PSC | Destinos nacionales del Aeropuerto de Burbank BUR ABQ ACV ATL AUS BOI MDW CCR DFW DAL DEN BJC APA EUG FCA HOU MCI LAS MFR MRY APC BNA JFK OAK PHX PDX PVU RDM RNO SMF SLC SFO SJC STL SCF STS SEA TSM PSC | Destinos nacionales del Aeropuerto de Burbank BUR ABQ ACV ATL AUS BOI MDW CCR DFW DAL DEN BJC APA EUG FCA HOU MCI LAS MFR MRY APC BNA JFK OAK PHX PDX PVU RDM RNO SMF SLC SFO SJC STL SCF STS SEA TSM PSC | Destinos nacionales del Aeropuerto de Burbank BUR ABQ ACV ATL AUS BOI MDW CCR DFW DAL DEN BJC APA EUG FCA HOU MCI LAS MFR MRY APC BNA JFK OAK PHX PDX PVU RDM RNO SMF SLC SFO SJC STL SCF STS SEA TSM PSC | Destinos nacionales del Aeropuerto de Burbank BUR ABQ ACV ATL AUS BOI MDW CCR DFW DAL DEN BJC APA EUG FCA HOU MCI LAS MFR MRY APC BNA JFK OAK PHX PDX PVU RDM RNO SMF SLC SFO SJC STL SCF STS SEA TSM PSC | Destinos nacionales del Aeropuerto de Burbank BUR ABQ ACV ATL AUS BOI MDW CCR DFW DAL DEN BJC APA EUG FCA HOU MCI LAS MFR MRY APC BNA JFK OAK PHX PDX PVU RDM RNO SMF SLC SFO SJC STL SCF STS SEA TSM PSC |
| Destinos | Southwest Airlines | JSX | Alaska Airlines | Avelo Airlines | Breeze Airways | United Airlines | Otra | # | |
| --- | --- | --- | --- | --- | --- | --- | --- | --- | --- |
| Albuquerque (ABQ) | • | | | | | | | 1 | |
| Atlanta (ATL) | | | | | | | Delta Air Lines | 1 | |
| Austin (AUS) | • | | | | | | | 1 | |
| Boise (BOI) | • | | • | | | | | 2 | |
| Chicago (MDW) | • | | | | | | | 1 | |
| Concord (CCR) | | • | | | | | | 1 | |
| Dallas (DFW) | | | | | | | American Airlines | 1 | |
| Dallas (DAL) | • | | | | | | | 1 | |
| Denver (DEN) | • | | | | | • | Frontier Airlines | 3 | |
| Denver (BJC) | | • | | | | | | 1 | |
| Denver (APA) | | • | | | | | | 1 | |
| Eugene (EUG) | | | • | • | • | | | 3 | |
| Eureka (ACV) | | | | • | • | | | 2 | |
| Glacier Park (FCA) | | | | • | | | | 1 | |
| Houston (HOU) | • | | | | | | | 1 | |
| Kansas City (MCI) | • | | | | | | | 1 | |
| Las Vegas (LAS) | • | • | | | | | Spirit Airlines | 3 | |
| Medford (MFR) | | | | • | | | | 1 | |
| Monterey (MRY) | | • | | | | | | 1 | |
| Napa (APC) | | • | | | | | | 1 | |
| Nashville (BNA) | • | | | | | | | 1 | |
| Nueva York (JFK) | | | | | | | JetBlue Airways | 1 | |
| Oakland (OAK) | • | • | | | | | | 2 | |
| Phoenix (PHX) | • | | | | | | American Airlines | 2 | |
| Portland (PDX) | • | | • | | | | | 2 | |
| Provo (PVU) | | | | | • | | | 1 | |
| Redmond (RDM) | | | • | • | • | | | 3 | |
| Reno (RNO) | • | • | | | | | | 2 | |
| Sacramento (SMF) | • | | | | | | | 1 | |
| Salt Lake City (SLC) | • | • | | | | | Delta Air Lines | 3 | |
| San Francisco (SFO) | | | • | | | • | | 2 | |
| San José (SJC) | • | | | | | | | 1 | |
| San Luis (STL) | • | | | | | | | 1 | |
| Santa Rosa (STS) | | | • | | | | | 1 | |
| Scottsdale (SCF) | | • | | | | | | 1 | |
| Seattle (SEA) | | | • | | | | | 1 | |
| Taos (TSM) | | • | | | | | | 1 | |
| Tri-Cities (PSC) | | | • | • | • | | | 3 | |
| Total | 18 | 11 | 8 | 6 | 5 | 2 | 7 | 38 | |

## Estadísticas

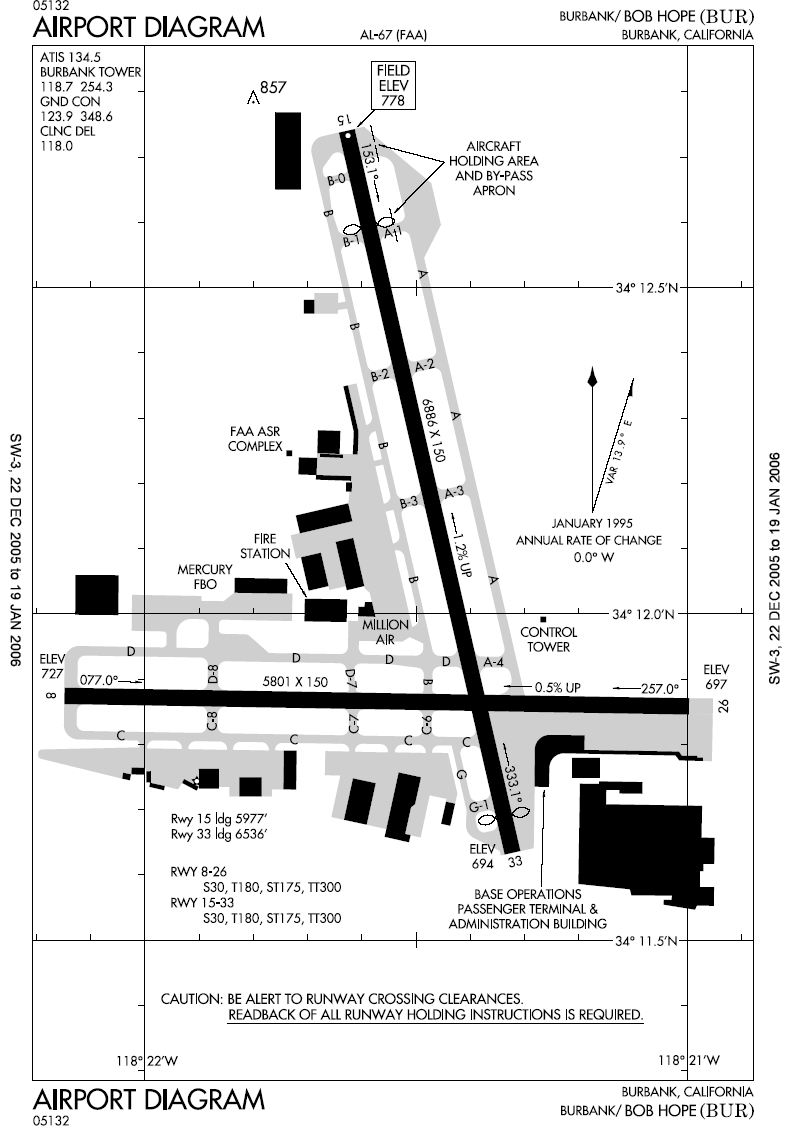
Diagrama de la FAA del aeropuerto.

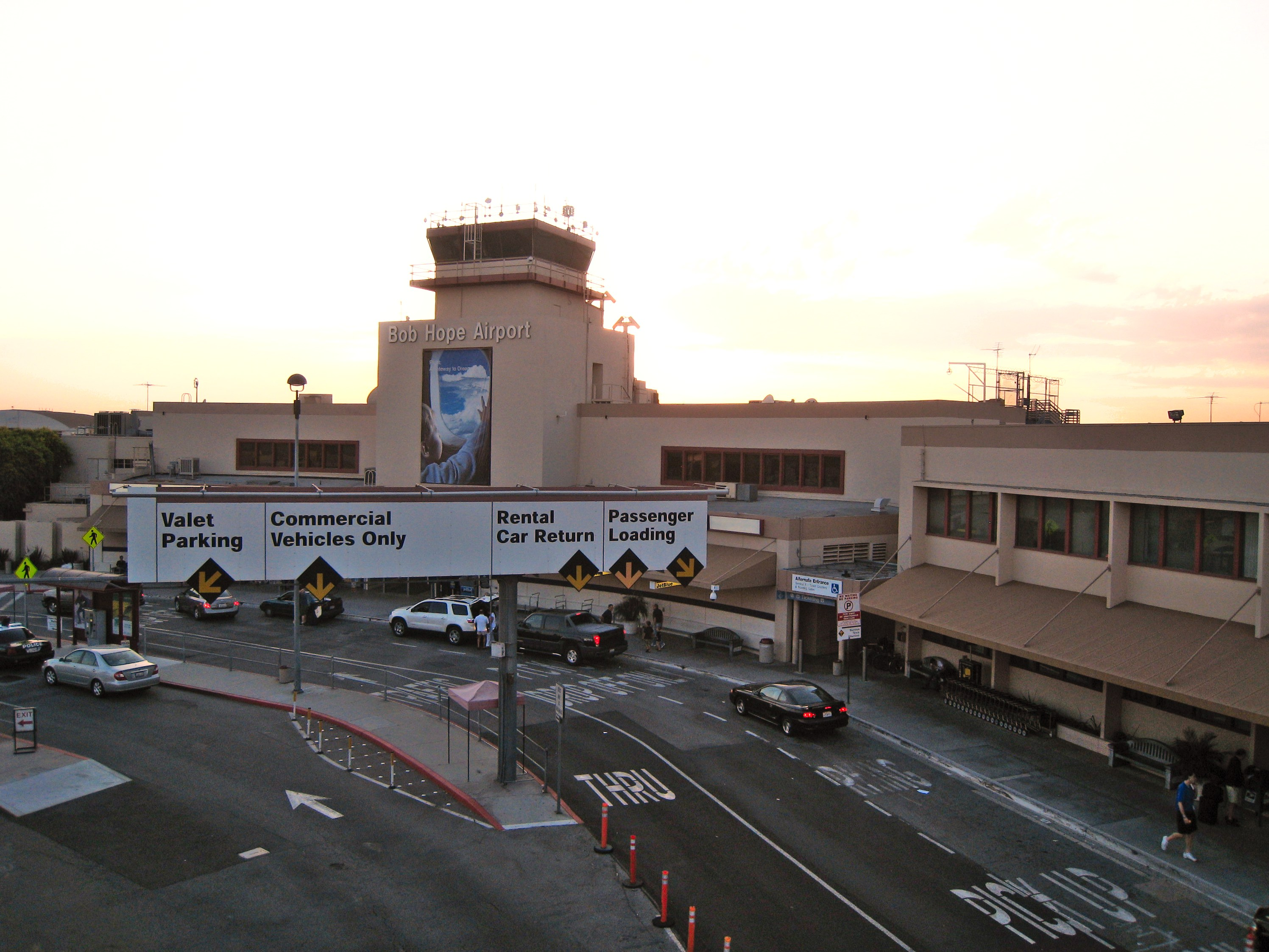
Zona de descenso de pasajeros.

### Rutas más transitadas
| Número | Ciudad                    | Pasajeros | Aerolínea                                                   |
| ------ | ------------------------- | --------- | ----------------------------------------------------------- |
| 1      | Las Vegas, Nevada         | 459,000   | Frontier Airlines, JSX, Southwest Airlines, Spirit Airlines |
| 2      | Oakland, California       | 317,000   | JSX, Southwest Airlines                                     |
| 3      | Phoenix, Arizona          | 303,000   | American Airlines, American Eagle, JSX, Southwest Airlines  |
| 4      | Sacramento, California    | 254,000   | Southwest Airlines                                          |
| 5      | Denver, Colorado          | 230,000   | Southwest Airlines, United Airlines, United Express         |
| 6      | San Francisco, California | 226,000   | Southwest Airlines, United Airlines, United Express         |
| 7      | San José, California      | 214,000   | Alaska Airlines, Southwest Airlines, JSX                    |
| 8      | Seattle, Washington       | 212,000   | Alaska Airlines                                             |
| 9      | Portland, Oregón          | 139,000   | Alaska Airlines, Southwest Airlines                         |
| 10     | Dallas, Texas             | 109,000   | American Airlines                                           |

### Tráfico anual
| Año  | Pasajeros | Año  | Pasajeros | Año  | Pasajeros |
| ---- | --------- | ---- | --------- | ---- | --------- |
| 2000 | 4,748,742 | 2010 | 4,461,271 | 2020 | 1,995,348 |
| 2001 | 4,487,335 | 2011 | 4,301,568 | 2021 | 3,732,971 |
| 2002 | 4,620,683 | 2012 | 4,056,416 | 2022 | 5,898,736 |
| 2003 | 4,729,936 | 2013 | 3,844,092 | 2023 | 6,034,729 |
| 2004 | 4,916,800 | 2014 | 3,861,179 | 2024 | 6,550,281 |
| 2005 | 5,512,619 | 2015 | 3,943,629 |      |           |
| 2006 | 5,689,291 | 2016 | 4,142,943 |      |           |
| 2007 | 5,921,336 | 2017 | 4,739,466 |      |           |
| 2008 | 5,331,404 | 2018 | 5,263,972 |      |           |
| 2009 | 4,588,433 | 2019 | 5,983,737 |      |           |

## Aeropuertos cercanos
Los aeropuertos más cercanos son:
- Aeropuerto de Los Ángeles Century City (17 km)
- Aeropuerto Internacional de Los Ángeles (29 km)
- Aeropuerto de Long Beach (46 km)
- Aeropuerto de Upland Cable (62 km)
- Aeropuerto Internacional LA/Ontario (70 km)